# Praça de Gomes Teixeira

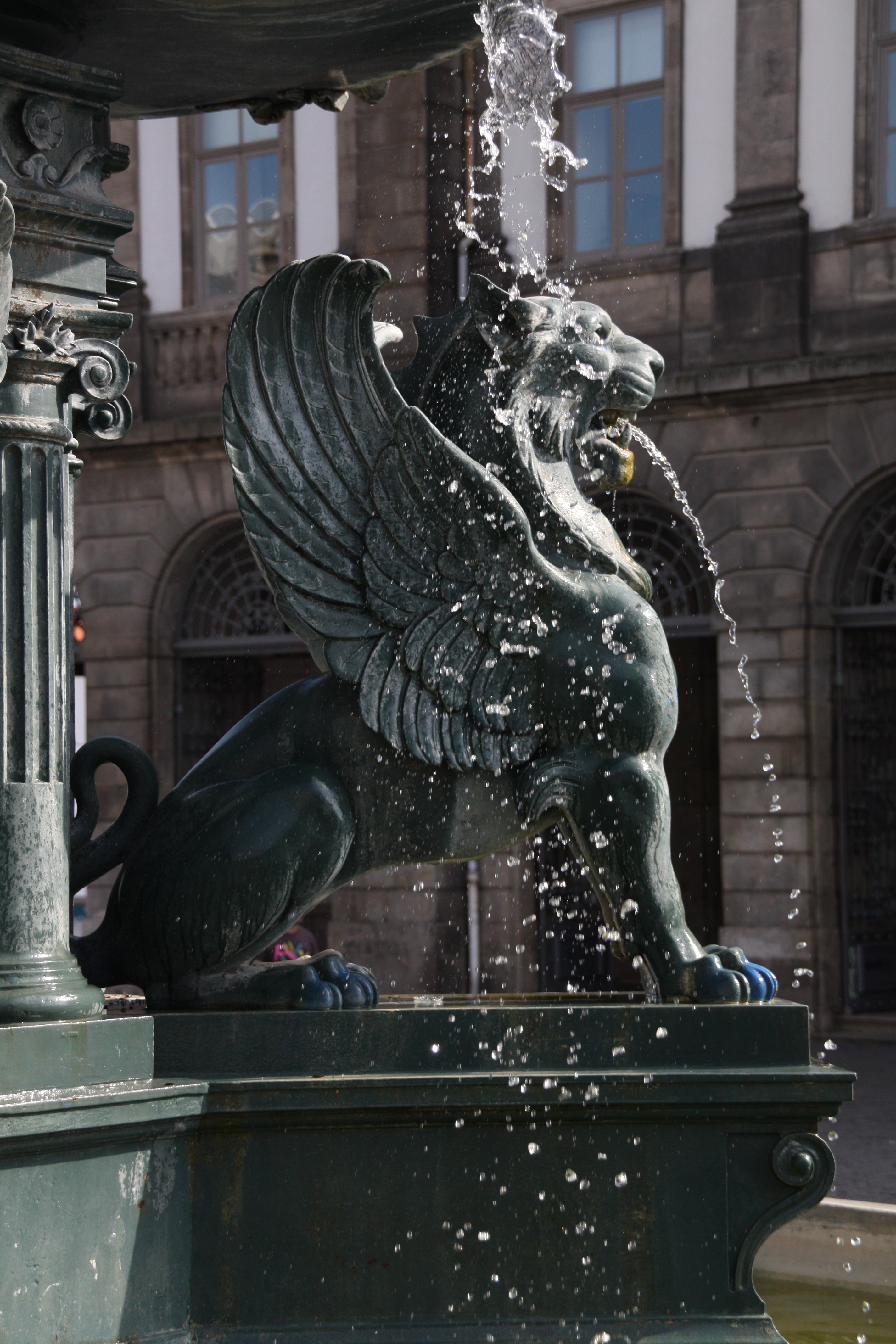
Fonte dos Leões no centro da praça, com o edifício da Reitoria da Universidade do Porto por trás.

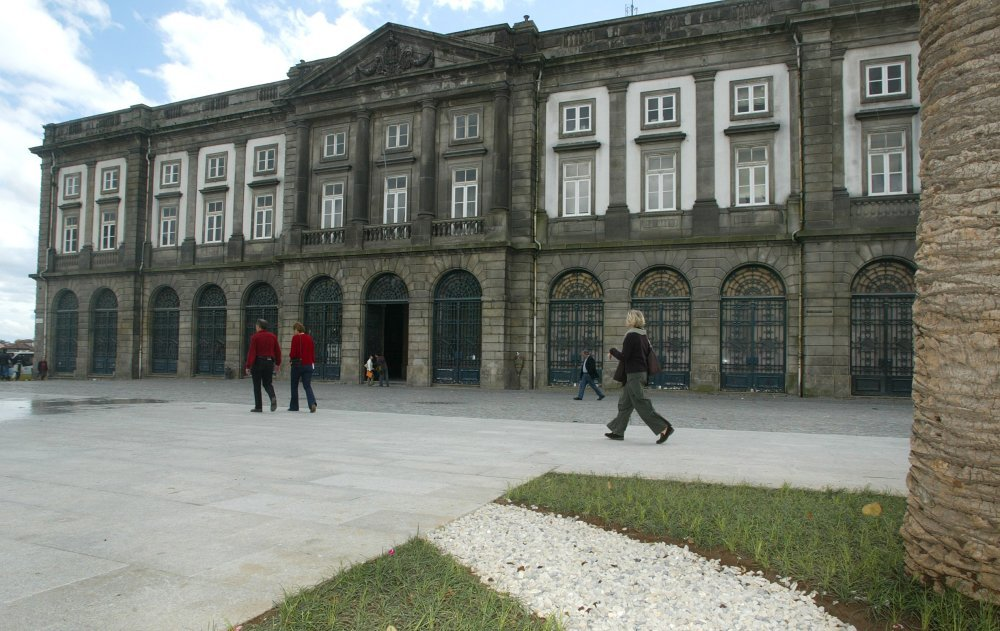
Edifício da Reitoria da Universidade do Porto.

A Praça de Gomes Teixeira — popularmente conhecida por Praça dos Leões — é uma praça na freguesia de Vitória da cidade do Porto, em Portugal.

## Origem do nome
"Largo do Carmo" até 1835, ano em que, por deliberação camarária, se passou a designar por "Praça dos Voluntários da Rainha" e, mais tarde, por "Praça da Universidade". A 17 de dezembro de 1936 adotou o nome atual em homenagem a Francisco Gomes Teixeira, eminente matemático e professor universitário. No entanto, em virtude da Fonte dos Leões, o largo é vulgarmente conhecido por "Praça dos Leões".

## História
Há uma lenda que liga o local ao primeiro rei de Portugal e a sua esposa, a rainha D. Mafalda. Iam ambos a caminho de Guimarães, quando D. Mafalda caiu num precipício das proximidades. A rainha invocou a proteção de Nossa Senhora da Graça e D. Afonso Henriques pediu o auxílio de São Miguel-o-Anjo, tendo cada um deles mandado erigir no local uma capela ao santo da sua devoção.
As origens da praça propriamente dita remontam a 1619, ano da fundação do vizinho convento dos padres carmelitas. No período da Restauração foi construído o Colégio dos Órfãos (1651) e o Recolhimento do Anjo (1672), tendo este tomado o nome da capelinha que lhe estava anexa. Devido à proximidade com aquela instituição, a praça adotou as denominações de "Largo dos Meninos Órfãos" e "Largo do Colégio de Nossa Senhora da Graça".
No século XIX, a igreja de Nossa Senhora da Graça, do século XVII, e o recolhimento viriam a ser demolidos para a construção do edifício da Academia. A Academia Real de Marinha e Comércio foi fundada em 1803 pelo Príncipe Regente D. João para responder às necessidades da burguesia mercantil em ascensão da cidade, tendo projeto inicial de Carlos Amarante em estilo neoclássico almadino. Em 1837, pela reforma de Passos Manuel, a instituição passou a Academia Politécnica do Porto.
Em meados do século XIX, o local era popularmente conhecido como "Praça do Pão" ou "Largo da Feira da Farinha", por se fazer ali um mercado deste tipo. No entanto, por deliberação camarária de 1835, o velho largo passou a designar-se oficialmente por "Praça dos Voluntários da Rainha".
O imponente edifício da Academia, cuja construção se iria prolongar ao longo de todo o século XIX, e a vida estudantil que em seu redor se desenvolveu passaram a marcar profundamente a praça. A partir de finais do século, esta tornar-se-ia, também, um importante centro comercial da cidade, beneficiando da proximidade da zona das Carmelitas. Os lisboetas Grandes Armazéns do Chiado abriram uma sucursal na "Praça dos Voluntários da Rainha" do Porto, com fachada também para a Rua da Galeria de Paris. Em 1907, no rés-do-chão deste imponente edifício abriu um grande animatógrafo, com capacidade para aproximadamente mil pessoas. Outro estabelecimento comercial relevante na praça é o dos Armazéns Cunhas, ainda em funcionamento. O caráter elitista da praça foi ainda reforçado pela instalação, em 1885, da Fonte dos Leões, equipamento público construído pela empresa francesa Compagnie Générale des Eaux pour l'Etranger, concessionária do abastecimento de água da cidade.
Em 1911, com a criação da Universidade do Porto, o edifício da antiga Academia passou a albergar a Reitoria da nova universidade, bem como a Faculdade de Ciências e a, na época, Escola de Engenharia. Na madrugada do dia 20 de abril de 1974, um devastador incêndio destruiu parte do edifício, o que levou a reitoria a mudar-se para a Rua de D. Manuel II, só regressando às antigas instalações na praça em 2006. Foi ao primeiro reitor da universidade, Francisco Gomes Teixeira, natural da freguesia de São Cosmado, concelho de Armamar, que a praça foi buscar o nome atual, passando, a partir de 1936, a "Praça de Gomes Teixeira".
Nesta praça está localizada actualmente a Reitoria da Universidade do Porto.
Integrado nas obras empreendidas pela Sociedade Porto 2001, foi construído um grande parque de estacionamento subterrâneo. Ocupando quase toda a área da praça, este parque ficou ligado aos das praças de Carlos Alberto e de Lisboa, perfazendo um total de 1.259 lugares de aparcamento no subsolo. A praça foi também objeto de remodelação à superfície. Todo o projeto de intervenção esteve a cargo de uma equipa chefiada pelo arquiteto Camilo Cortesão.

## Pontos de interesse
- Café Âncora d'Ouro ("O Piolho")
- Fonte dos Leões
- Igreja do Carmo e Igreja dos Carmelitas
- Reitoria da Universidade do Porto

## Acessos
- Estação São Bento (500 m para SE)
- Linhas: 18 e 22 (elétricos); 200, 201, 207, 300, 302, 304, 305, 501, 601 e 602 dos STCP.